# Zach Gowen
Zach Gowen (30 de marzo de 1983) es un luchador profesional estadounidense. Gowen ha competido en la World Wrestling Entertainment (WWE) en su marca SmackDown!, así como en la Total Nonstop Action Wrestling (TNA).
Su pierna izquierda fue amputada cuando tenía 8 años de edad.

## Carrera

### Ring of Honor (2006, 2008, 2010)
Gowen hizo su debut en Ring of Honor (ROH) el 7 de octubre de 2006, perdiendo en un combate ante Delirious. Gowen más tarde volvería a ROH el 22 de febrero de 2008 en Deer Park, Nueva York, para inmediatamente formar parte de The Age of the Fall. Formó equipo con el campeón del Mundo de ROH, Roderick Strong y Michael Elgin en un combate donde fueron derrotados por los Briscoe Brothers y Christopher Daniels.

### World Wrestling Entertainment(2003-2004)
Hizo su debut en World Wrestling Entertainment en el 15 de mayo de 2003 en SmackDown! como aficionado plantado en la audiencia, que trató de ayudar a Mr. America cuando estaba siendo atacado por Roddy Piper y Sean O'Haire. Durante el segmento, el gaitero arrancó la pierna de prótesis Gowen. Esto comenzó una colaboración corto de Gowen y Mr. América, y una pelea que enfrenta a la dos en contra Roddy Piper y Sean O'Haire. Esta historia culminó en el pay-per-view Judgement Day, cuando Mr. America, acompañado por Gowen, derrotó a Piper, quien estuvo acompañado por O'Haire.
Gowen colaboración con el Sr. Latina lo puso en malos términos con el Sr. McMahon, ya que McMahon estaba convencido de Mr. America era Hulk Hogan en el encubrimiento. En el 26 de junio en SmackDown!, McMahon dijo que si él Gowen se uniría a su "Kiss My Ass Club de", que se adjudicó un contrato con la WWE. En lugar Gowen atacado McMahon. Como resultado, Gowen y Stephanie McMahon se enfrentan contra The Big Show, en lo que McMahon anuncia como el primer combate "real" minusvalía (en referencia a Gowen y su condición de amputado, además de las dos frente a uno de los parámetros del combate). Con la ayuda de tanto Kurt Angle y Brock Lesnar, Gowen y Stephanie McMahon derrotaron a Big Show, ganando un contrato Gowen. Posterior a este encuentro, siguió colaborando con Lesnar y Angle en un intento  por derrotar en un combate de tres versus tres por equipos a The World's Greatest Tag Team(Shelton Benjamin y Charlie Haas) y The Big Show,a mitad de la lucha este fue retirado debido a un ataque a la pierna con una silla metálica de parte de Vince: perdieron por desventaja luego de un Chokeslam a Angle. Su feudo con el jefe culminó en un uno-a-un combate entre los dos en Vengeance en la que McMahon derrotó a Gowen.
Gowen luego perdió varios combates contra los luchadores como Shannon Moore, Nunzio, y John Cena, con Gowen ser atacado por Matt Hardy, el mentor de Moore, después de cada pérdida(luego de ser derrotado en un combate contra Moore y otro en contra de Hardy). La historia se truncó en el agosto 21 episodio de SmackDown, cuando derrotó a Brock Lesnar, Gowen por descalificación después de que Lesnar le rompió prótesis de la pierna de Gowen. La semana siguiente, Lesnar lanzó Gowen por un tramo de escaleras.
Gowen estuvo ausente de la televisión durante casi un mes, de regreso en una entrevista el 2 de octubre en SmackDown la promoción de su regreso en el ring para la semana siguiente. En su regreso en el ring, Gowen pierde a la interferencia de Moore siguiente de Hardy , reiniciando su feudo. Como resultado, Gowen y Hardy se enfrentaron en un combate en No Mercy, el cual ganó Gowen. El 23 de octubre en SmackDown, Gowen perdió contra Tajiri en un partido de individuales, y después fue atacado por dos de los colaboradores de Tajiri, Akio y Sakoda. Gowen no regresó a la WWE debido a sufrir una lesión, y más tarde fue liberado de su contrato con la WWE el 4 de febrero de 2004.

### Juggalo Championship Wrestling (2007-2008, 2011-presente)
Gowen debutó en Juggalo Championship Wrestling como parte de sus muestras de Internet de 2007en el show de lucha libre SlamTV!. Inicialmente fue villano, su ética de trabajo duro y la capacidad de lucha le valió el respeto de la audiencia juggalo, por storyline. Tras un intento fallido de ganar el Campeonato Peso Pesado de JCW del entonces campeón Trent Acid, Gowen formó el equipo Pimp & Gimp Connection con Human Tornado. El equipo hizo un impacto inmediato y se ganó un lugar en los 8 equipos para Tag-Team Elimination match por el Campeonato en Parejas de la JCW en Bloodymania. No pudieron capturar el campeonato después que Gowen fuera eliminado por Doug Basham. En 2018, fue derrotado por LA Knight en un show de BCW.

## En lucha
- Movimientos finales
  - Unisault[2] (Diving moonsault)[1][2]
  - One-legged figure four leglock[2]

- Movimientos de firma
  - Arm drag
  - Diving bulldog
  - Diving crossbody
  - One-legged dropkick[1]
  - Roll-up
  - Spinning heel kick
  - Springboard leg lariat
  - Springboard moonsault, a veces hacia fuera del ring[1]
  - Springboard somersault senton, a veces hacia fuera del ring
  - Sunset flip
  - Swinging neckbreaker[1]

## Campeonatos y logros
- 3X Wrestling
  - 3XW Heavyweight Championship (1 vez)

- All American Wrestling
  - AAW Tag Team Championship (1 vez) - con Krotch[8][9]

- Blue Water Championship Wrestling
  - BWCW Heavyweight Championship (1 vez)

- Cleveland All-Pro Wrestling
  - CAPW Junior Heavyweight Championship (1 time)[10]

- Independent Wrestling Revolution
  - IWR King of the Indies Championship (1 vez)
  - IWR Tag Team Championship (1 vez) - con Kamikaze

- Michigan Championship Wrestling Association
  - MCWA Heavyweight Championship (1 vez)

- Mid American Wrestling
  - MAW Tag Team Championship (1 vez) - con Silas Young

- Pro Wrestling Illustrated
  - PWI Most Inspirational Wrestler of the Year (2003)[11]
  - PWI Rookie of the Year (2003)

- New Wrestling Association
  - NWA Legends Championship (2 veces)

- Twin Wrestling Entertainment
  - TWE Nacho Cup (2006)

- Other titles
  - TZW Tag Team Championship (1 vez) - con Super Meetsee